# Ramone Cooper
Ramone Cooper (* 3. Mai 1988 in Waratah) ist ein ehemaliger australischer Freestyle-Skier (Trickskifahrer). Er war auf die Disziplinen Moguls und Dual Moguls (Buckelpiste) spezialisiert.

## Werdegang
Cooper nahm im Februar 2005 in Sauze d’Oulx erstmals am Freestyle-Skiing-Weltcup teil, wobei er den 46. Platz im Moguls errang. In der Saison 2006/07 erreichte er mit dem 33. Platz im Moguls-Weltcup sein bestes Gesamtergebnis. Zudem belegte er bei den Weltmeisterschaften 2007 in Madonna di Campiglio jeweils den 15. Platz im Moguls und Dual Moguls und bei den Juniorenweltmeisterschaften 2007 in Airolo den sechsten Platz im Moguls sowie den vierten Rang im Dual Moguls. Nach zwei zweiten Plätzen zu Beginn der Saison 2007/08 beim Australian New Zealand Cup, erreichte er in Lake Placid mit dem achten Platz im Moguls seine beste Platzierung im Weltcup und wiederholte zum Saisonende mit dem 33. Platz sein bestes Gesamtergebnis im Moguls-Weltcup. Bei den Weltmeisterschaften im März 2009 in Inawashiro belegte er den 20. Platz im Moguls und den 15. Rang im Dual Moguls. In der Saison 2009/10 kam er in Suomu mit dem neunten Platz im Moguls nochmals im Weltcup unter die ersten Zehn und absolvierte in Calgary seinen 21. und damit letzten Weltcup, welchen er auf dem 27. Platz im Moguls beendete. Beim Saisonhöhepunkt, den Olympischen Winterspielen 2010 in Vancouver, errang er den 27. Platz im Moguls.

## Erfolge

### Olympische Spiele
- 2010 Vancouver: 27. Platz Moguls

### Weltmeisterschaften
- 2007 Madonna di Campiglio: 15. Platz Dual Moguls, 15. Platz Moguls
- 2009 Inawashiro: 15. Platz Dual Moguls, 20. Platz Moguls

### Weltcupwertungen
| Saison  | Gesamt | Gesamt | Moguls | Moguls |
| Saison  | Platz  | Punkte | Platz  | Punkte |
| ------- | ------ | ------ | ------ | ------ |
| 2005/06 | 195.   | 1      | 63.    | 7      |
| 2006/07 | 98.    | 6      | 33.    | 58     |
| 2007/08 | 117.   | 5      | 33.    | 49     |
| 2009/10 | 108.   | 4      | 38.    | 44     |

### Weitere Erfolge
- Juniorenweltmeisterschaften 2007: 4. Platz Dual Moguls, 6. Platz Moguls
- 4 Podestplätze im Australian New Zealand Cup